# 南格林菲爾德 (密蘇里州)
南格林菲爾德（英語：South Greenfield）是位於美國密蘇里州戴德縣的村。

## 人口
根據2020年美國人口普查的數據，南格林菲爾德的面積為0.47平方千米，皆為陸地。當地共有人口122人，而人口密度為每平方千米260人。